# Campionato nordamericano di calcio 1990
Il Campionato nordamericano di calcio 1990 (North American Nations Cup 1990) fu la prima competizione calcistica per nazione organizzata dalla NAFU. La competizione si svolse in Canada dal 6 maggio al 13 maggio 1990 e vide la partecipazione di tre squadre: Canada, Messico e Stati Uniti.
Nonostante il Canada e il Messico inviarono alla competizione la nazionale maggiore, gli Stati Uniti invece mandarono la squadra B (e vennero conteggiate queste partite come non ufficiali).
La NAFU (confederazione regionale della CONCACAF) organizzò questa competizione nel 1990 e nel 1991 (North American Nations Cup). Altre due edizioni furono organizzate dalla NAFC nel 1947 e nel 1949. Il Canada non partecipò alle prime due edizioni nonostante fosse stato membro fondatore della NAFC.

## Formula
- Qualificazioni

Nessuna fase di qualificazione. Le squadre sono qualificate direttamente alla fase finale.
- Fase finale

Girone unico - 3 squadre: giocano partite di sola andata. La prima classificata si laurea campione NAFU.

## Stadi
| Burnaby          | Burnaby |
| ---------------- | ------- |
| Swangard Stadium | Burnaby |
| Capienza: 4.500  | Burnaby |
|                  | Burnaby |

## Squadre partecipanti
| Pr. | Squadra     | Data di qualificazione certa | Partecipante in quanto | Partecipazioni precedenti al torneo | Ultima presenza |
| --- | ----------- | ---------------------------- | ---------------------- | ----------------------------------- | --------------- |
| 1   | Canada      | -                            | Qualificata di diritto | -                                   | Esordiente      |
| 2   | Messico     | -                            | Qualificata di diritto | 2 (1947, 1949)                      | Messico 1949    |
| 3   | Stati Uniti | -                            | Qualificata di diritto | 2 (1947, 1949)                      | Messico 1949    |

Nella sezione "partecipazioni precedenti al torneo", le date in grassetto indicano che la nazione ha vinto quella edizione del torneo, mentre le date in corsivo indicano la nazione ospitante.

## Fase finale

### Girone unico

#### Classifica
| Pos | Squadra     | P.ti | G | V | N | P | GF | GS | DR |
| --- | ----------- | ---- | - | - | - | - | -- | -- | -- |
| 1   | Canada      | 4    | 2 | 2 | 0 | 0 | 3  | 1  | +2 |
| 2   | Messico     | 2    | 2 | 1 | 0 | 1 | 2  | 2  | 0  |
| 3   | Stati Uniti | 0    | 2 | 0 | 0 | 2 | 0  | 2  | -2 |

#### Risultati
| Arbitro: | Carter |

|             |           |  |
| Catliff 34’ | Marcatori |  |

| Arbitro: | Allen |

|            |           |  |
| Flores 20’ | Marcatori |  |

| Arbitro: | Cummings |

|                  |           |                   |
| Catliff 15’, 87’ | Marcatori | 65’ (rig.) Flores |

## Statistiche

### Classifica marcatori
3 reti
- John Catliff

2 reti
- Luis Enrique Flores